# Eviphididae
Famille
Les Eviphididae Berlese, 1913 sont une famille d'acariens Mesostigmata. Elle contient 17 genres et 120 espèces.

## Classification
Eviphidinae Berlese, 1913
- Alliphis Halbert, 1923
- Alloseius Mašán & Halliday, 2009
- Canestriniphis Potter & Johnston, 1976
- Copriphis Berlese, 1910
- Crassicheles Karg, 1963 syn Bactriphis Athias Henriot, 1980
- Cryptoseius Makarova, 1998
- Evimirus Karg, 1963
- Eviphis Berlese, 1903 nouveau nom de Iphis C. L. Koch, 1835 préoccupé par Meigen 1800 (diptera)
- Halolaspis Mašán & Halliday, 2009
- Metacryptoseius Kazemi & Moraza in Kazemi, Moraza, Kamali & Saboori, 2008
- Pelethiphis Berlese, 1911
- Pseudoalliphis Mašán & Halliday, 2009
- Rafaphis Skorupski & Blaszak, 1997
- Scamaphis Karg, 1976
- Scarabacariphis Mašán, 1994
- Scarabaspis Womersley, 1956

Thinoseiinae Evans, 1954
- Thinoseius Halbert, 1920